# Escuela Técnica Superior de Arquitectura de Reus
Escola Tècnica Superior d'Arquitectura
'ear - Escola d'Arquitectura de Reus
L'Escola Tècnica Superior d'Arquitectura de la Universidad Rovira i Virgili (Provincia de Tarragona - Escola d'Arquitectura de Reus es un centro creado el año 2005, situado en el Campus de Bellisens de la ciudad de Reus, actualmente con sede provisional en la Facultat de Ciències Econòmiques i Empresarials hasta la construcción del nuevo edificio de l'Escola.
En ear se imparte desde este curso la licenciatura en Arquitectura, que se desarrolla en cinco años. Los arquitectos generan ideas que permiten habilitar un espacio para usos determinados, encargados por particulares o por la administración.
Para ser estudiante de arquitectura a l'Escola de Reus, es conveniente haber demostrado interés por los aspectos artísticos y sensibles, en general, complementado con la capacidad por las materias técnicas que serán de aplicación a lo largo de la carrera. De entre los aspectos artísticos debemos destacar las habilidades por el dibujo y la pintura en diversos registros, el interés por los aspectos visuales de la cultura contemporánea, especialmente la fotografía y el cine, el conocimiento de la historia del arte, especialmente sobre los aspectos vinculados con el patrimonio arquitectónico. De los aspectos técnicos, podemos destacar la necesidad de haber cursado dibujo técnico, la facilidad por el cálculo matemático y la geometría y el interés por los fenómenos físicos y mediambientales. Sin embargo, la ausencia de lo anterior puede ser ampliamente compensada con el esfuerzo y la dedicación del estudiante.